# Pedro Piquero
Pedro Piquero   (Sevilla, 28 de gener de 1976) també conegut com a Pedro Kaiten Piquero, és un pianista, mestre budista zen i activista pels drets dels animals espanyol.

## Biografia
Pedro Piquero va realitzar la seva formació musical amb Esteban Sánchez a Espanya, i als Estats Units amb Caio Pagano, respectivament, obtenint la qualificació cum laude en finalitzar la mateixa a la Universitat Estatal d'Arizona. Va actuar als Estats Units, Sud-amèrica, Mèxic, Suïssa, Bèlgica, Espanya, Portugal i Suècia. En 2002 va residir al Centre per a l'Estudi de les Arts Belgais que dirigeix la pianista Maria João Pires a Portugal. Posteriorment va abandonar els concerts, dedicant-se a les gravacions discogràfiques. Ha gravat per Verso, Columna Música, Nîbius i Brilliant Classics, en solitari, juntament amb els germans Lluis i Gerard Claret, amb l'Orquestra d'Extremadura i amb l'actor Alberto Amarilla.
En la seva tasca com a traductor, Pedro Piquero, juntament amb Gudō Wafu Nishijima, ha editat en quatre volums el Shōbōgenzō d'Eihei Dogen (Sirio, 2013-2016), text filosòfic fundacional del budisme zen Soto japonès, i el Mūlamadhyamakakārikā de Nāgārjuna (Sirio, 2019). També ha traduït i comentat el Gakudo Yojin Shu de Dogen (Athenaica, 2023).
Paral·lelament a la seva tasca artística, el 2017 Pedro Piquero va rebre al Japó, del Venerable Peter Rodo Rocca, la transmissió del Dharma del budisme zen Soto al llinatge del mestre zen Gudō Wafu Nishijima, de qui va ser el seu últim deixeble. Actualment és president de Dogen Sangha a Espanya, director del Zendo Gudo, així com a membre actiu i professor convidat de l'organització internacional Dharma Voices for Animals.

## Discografia
- Joaquín Nin-Culmell: Tonadas (Verso; 2008). Ref: VRS 2060
- Manuel Blasco de Nebra: Complete Piano Works. Vol. 1 (Columna Musica; 2009). Ref: 1CM0219
- Manuel Blasco de Nebra: Complete Piano Works. Vol. 2 (Columna Musica; 2010). Ref: 1CM0237
- Manuel Blasco de Nebra: Complete Piano Works. Vol. 3 (Columna Musica; 2011). Ref: 1CM0240
- Joaquín Montero: Complete Piano Works (Nibius; 2016). Ref: NIBI115
- Arvo Pärt: Piano and Chamber Music. With Lluís Claret and Gerard Claret (Nibius; 2017). Ref: NIBI124
- Milhaud & Poulenc. Amb Alberto Amarilla, narrador (Nibius; 2019). Ref: NIBI134
- Pärt: Lamentate. Amb amb l'orquestra d'Extremadura. Director: Álvaro Albiach (Piano Classics: CD 2023. Ref: PCL10273; Vinil 2024. Ref: PCL10292).
- Joaquín Turina: Piano Works (Piano Classics; 2024). Ref:  PCL10215
- Manuel Blasco de Nebra: Complete Piano Works (Piano Classics; 2025). Ref: PCL10324